# Дамулявичюте, Гуосте
Гуосте Мария Дамулявичюте (лит. Guostė Marija Damulevičiūtė; род. 21 июля 1999, Каунас) — литовская фигуристка, выступавшая в танцах на льду. В паре с Дейвидасом Кизалой она — двукратная вице-чемпионка Литвы (2016, 2017) и участница чемпионата Европы (2018).
После завершения соревновательной карьеры — тренер по фигурному катанию.

## Карьера
Гуосте Дамулявичюте родилась 21 июля 1999 года в Каунасе. Впервые встала на коньки в возрасте четырёх лет. На детском уровне соревновалась как одиночница, становилась победительницей и медалисткой турниров серии «Kaunas Ice». Занималась в клубе зимних видов спорта «Baltų Ainiai» под руководством Лореты Виткаускене.
Весной 2014 года перешла из одиночного катания в спортивные танцы на льду. Гуосте образовала пару с Дейвидасом Кизалой, который также не имел опыта выступлений в танцевальной дисциплине. Уже в первом соревновательном сезоне дуэт завоевал право выйти на лёд чемпионата мира среди юниоров. На турнире в Эстонии они финишировали двадцать четвёртыми и не смогли квалифицироваться в произвольный танец.
На старте следующего сезона Гуосте и Дейвидас дебютировали в серии юниорского Гран-при. 10 сентября 2015 года на этапе в Линце они представили короткий танец на музыку Иоганна Штрауса. Заняли восьмую строчку с оценкой 43,73 балла, опередив в числе прочих чешских фигуристов Николь Кузьмич и Александра Синицына — партнёров по тренировочной группе Ростислава Синицына. Во второй день состязаний стали девятыми, на этом же месте расположились в итоговом протоколе. В феврале 2016 года отправились на юношеские Олимпийские игры, где выступили и в личном, и в командном турнирах.
Завоевали первую медаль международных соревнований на Jégvirág Cup 2017 в венгерском Мишкольце, где в заявке турнира значились пять танцевальных дуэтов. Дамулявичюте и Кизала превзошли две пары из Великобритании и замкнули тройку лучших. После чего в третий раз посетили чемпионат мира среди юниоров, на котором квалифицировались в финальный сегмент. При этом, в обоих прокатах выполнили вращательную поддержку на максимальный четвёртый уровень, получив положительные оценки за качество исполнения. Национальные первенства Литвы на протяжении двух лет кряду заканчивали с серебром (2016, 2017).
В единственном сезоне на взрослом уровне состязались в рамках серии «Челленджер», установив личный рекорд в произвольном танце (67,86) и по сумме баллов (111,74). В январе 2018 года участвовали в чемпионате Европы, проходившем во дворце спорта «Мегаспорт». Один из тренеров пары Лилия Ванагене осталась довольна двадцать четвёртым результатом, подметив, что Гуосте и партнёр опередили шесть дуэтов из других стран. Континентальный чемпионат стал последним совместным соревнованием литовской танцевальной пары. Гуосте завершила карьеру фигуристки и начала тренерскую деятельность.

## Программы
| Сезон   | Короткий танец                                                                                            | Произвольный танец                                                                       |
| ------- | --- | ---------------------------------------------------------------------------------------- |
| 2017–18 | - «Historia de un Amor» Ана Габриэль - «Happy in Rio (Spiritual South Remix)» Макс Седжли                 | - «Вестсайдская история» Леонард Бернстайн                                               |
| 2016–17 | - Блюз - Свинг                                                                                            | - «Вестсайдская история» Леонард Бернстайн                                               |
| 2015–16 | - «Персидский марш» Иоганн Штраус - «Libiamo ne’ lieti calici» (из оперы «Травиата») Джузеппе Верди       | - «Алиса в Стране чудес» Дэнни Эльфман                                                   |
| 2014–15 | - «Suave (Kiss Me)» Найер, Мохомби, Pitbull - «Paxi Ni Ngongo» Бонга - «La La La» Шакира, Карлиньос Браун | - «Happy» Фаррелл Уильямс - «She's Like the Wind» Swaytrick - «Shout» The Isley Brothers |

## Результаты

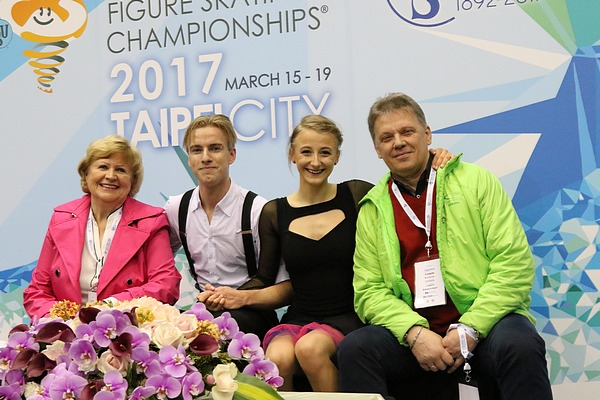
Дейвидас и Гуосте с наставниками
Лилией Ванагене и Ростиславом Синицыным

(В танцах на льду с Дейвидасом Кизалой)
| Соревнования                        | 14/15         | 15/16         | 16/17         | 17/18         |
| Международные                       | Международные | Международные | Международные | Международные |
| ----------------------------------- | ------------- | ------------- | ------------- | ------------- |
| Чемпионаты Европы                   |               |               |               | 24            |
| Челленджер. Кубок Таллина           |               |               |               | 11            |
| Volvo Open Cup                      |               |               |               | 9             |
| Международные среди юниоров         |               |               |               |               |
| Чемпионаты мира среди юниоров       | 24            | 22            | 17            |               |
| Юношеские Олимпийские игры          |               | 9             |               |               |
| Этапы юниорского Гран-при: Польша   |               |               |               | 11            |
| Этапы юниорского Гран-при: Австрия  |               | 9             |               |               |
| Этапы юниорского Гран-при: Словакия |               | 14            |               |               |
| Jegvirag Cup                        |               |               | 3             |               |
| Minsk-Arena Ice Star                |               |               | 13            |               |
| Torun Cup                           |               | 4             | 6             |               |
| Pavel Roman Memorial                |               | 4             |               |               |
| NRW Trophy                          |               | 11            |               |               |
| Хрустальный конёк                   | 4             |               |               |               |
| Bavarian Open                       | 11            |               |               |               |
| Кубок Таллина                       | 8             |               |               |               |
| Volvo Open Cup                      | 18            |               | 6             |               |
| Национальные                        |               |               |               |               |
| Чемпионаты Литвы                    |               | 2             | 2             |               |

(В одиночном катании)
| Соревнования                 | 12/13                        | 13/14                        |
| Международные среди новичков | Международные среди новичков | Международные среди новичков |
| ---------------------------- | ---------------------------- | ---------------------------- |
| Кубок Таллина                |                              | 4                            |
| Minsk-Arena Ice Star         |                              | 5                            |
| Kaunas Ice Autumn Cup        | 5                            | 2                            |
| Kaunas Ice Christmas Cup     | 3                            | 3                            |
| Kaunas Ice Winter Cup        | 3                            |                              |
| Kaunas Ice Spring Cup        | 1                            |                              |
| Ventspils Perle              | 6                            |                              |
| Warsaw Cup                   | 27                           |                              |